# محمدرفیق تارر
محمدرفیق تارر (اردو: محمد رفیق تارڑ؛ زادهٔ ۲ نوامبر ۱۹۲۹ – درگذشتهٔ ۷ مارس ۲۰۲۲) یک سیاست‌مدار اهل پاکستان بود.
«محمدرفیق تارر» یازدهمین رئیس جمهور پاکستان در تاریخ اول ژانویه ۱۹۹۸ آغاز بکار کرد. در این هنگام ژنرال «پرویز مشرف» با کودتای نظامی ۱۲ اکتبر ۱۹۹۹ حکومت «نواز شریف» نخست وزیر وقت پاکستان را برکنار و به عنوان رئیس اجرایی زمام حکومت را در دست گرفت و با اعمال فشار بر محمد رفیق تارر، وی در ۲۰ ژوئن ۲۰۰۱ مجبور به کناره گیری شد.

## مرگ
تارر پس از آنکه از سیاست بازنشسته شد در لاهور ساکن گردید، وی بدنبال یک بیماری طولانی در ۷ مارس ۲۰۲۲ در سن ۹۲ سالگی درگذشت.